# Formica longicollis
Formica longicollis é uma espécie de formiga do gênero Formica, pertencente à subfamília Formicinae.